# 巴士廣告

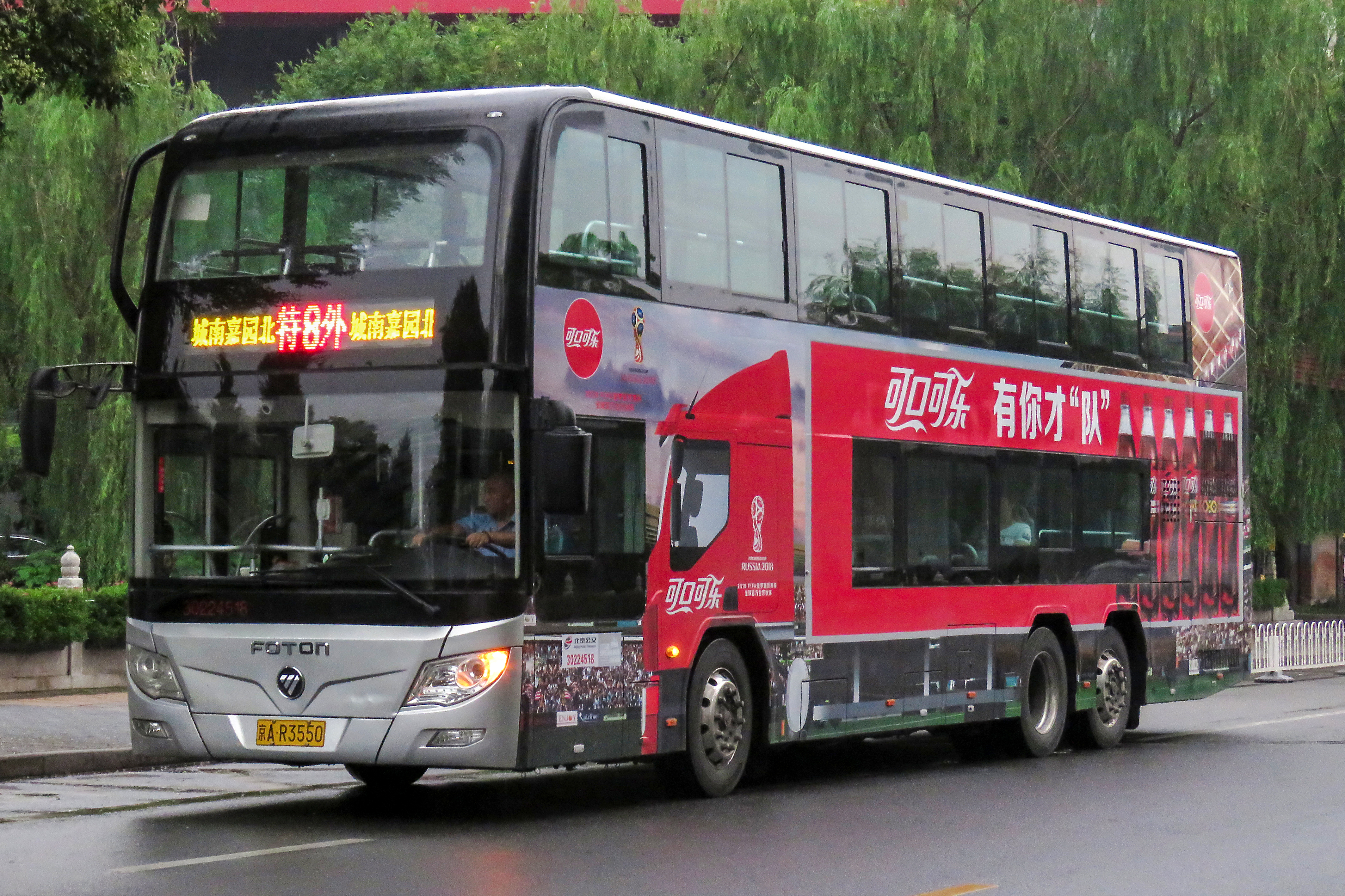
設計中融入巴士車輪的可口可乐巴士車身廣告

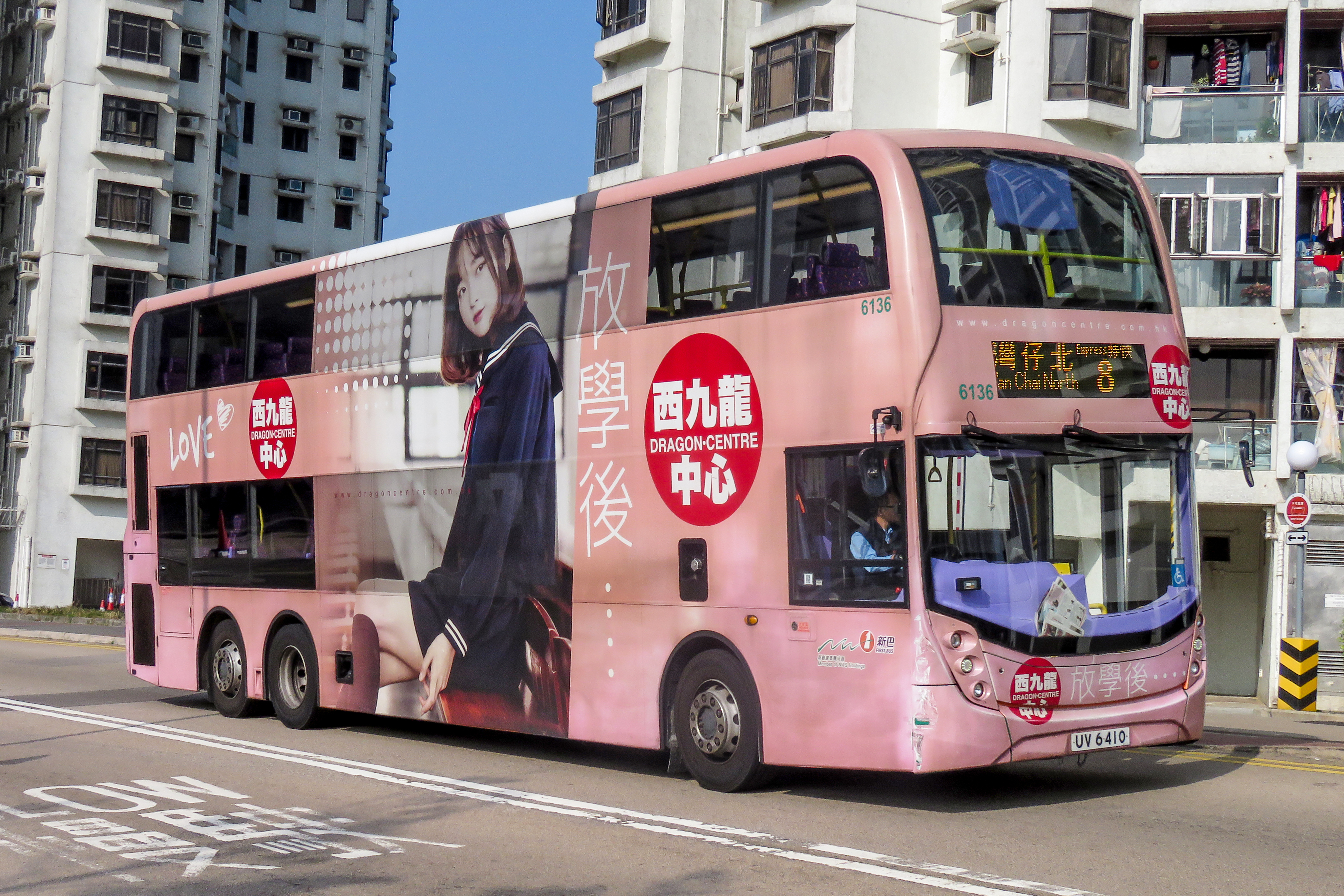
使用Contravision的西九龍中心巴士車身廣告

巴士廣告為一個宣傳媒介，透過張貼廣告於巴士車身上或巴士車廂設備內，達至宣傳產品的效果。

## 簡介及歷史

### 橫額及全車身廣告歷史

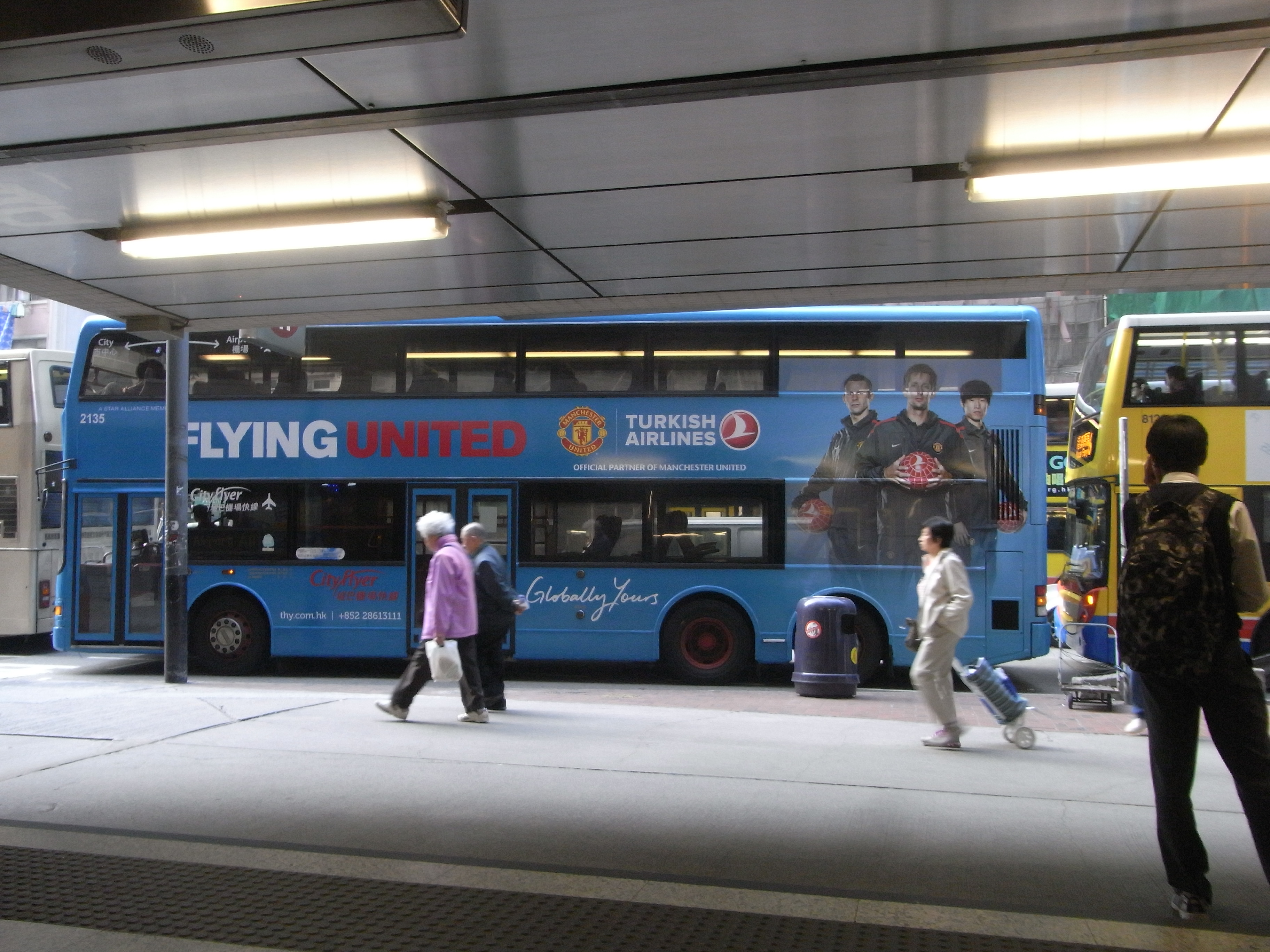
2011年，城巴機場快線一辆披上土耳其航空全车身广告的丹尼士三叉戟三型

公共交通车辆广告20世纪初即已出现，最早的载体为有轨电车，其后巴士车身也开始出现广告。
「在巴士車身上宣傳某種訊息」的概念於二十世紀五十年代出現在香港，九巴於六十年代起，在部份途經彌敦道的丹拿E型巴士上裝了橫額廣告燈箱，客戶包括「總督」香煙及香港大丸，亦有巴士公司的自家訊息，著名例子有一人收費標貼和九巴倫敦寶車身的「超載屬違例　乘客請合作」。此時起巴士全車身廣告亦已出現。
八十年代起，香港越來越多巴士車身至少有兩邊橫額、車尾條幅及引擎蓋條幅廣告，較有錢的商家更會購買全車身廣告，主要是煙草商。由於當年的車身廣告多是用油漆塗上，廣告會非常長久，部份巴士更因披上油漆全車身廣告，令廣告成為辨別該指定巴士的明顯特徵。但當年的橫額廣告比現時的小，廣告效益不彰，全車身廣告雖然昂貴，但是比橫額廣告搶眼得多，加上九十年代經濟起飛，更多商家重視廣告效益，不再介意廣告成本，全車身廣告一度變成唯一一種車身廣告。1996年，城巴重新推出改良版本橫幅廣告，為商家提供廉價選擇，珍寶雪櫃及珍寶冷氣機是城巴首兩個右邊橫額廣告。1999年，巴士公司推出全港第一個半車身廣告。
中国内地方面，公交车身广告在改革开放后陆续重现，公安部交通管理局、建设部城市建设司1992年10月在回复中国广告协会广告公司委员会公交协作会《关于要求批准开展车身广告的请示》时要求公交车身广告“除必须符合广告管理、城市市容管理有关规定外，不能遮挡驾驶员视线、号牌、灯光及公交线路标志牌”。北京市1993年2月首次出现公交车身广告，同年7月28日北京公交通过京港合资的方式引入全车身广告，由香港通成推广公司（后并入德高集团）提供2/3的购车款项并经营双层车广告。

### Contravision
除了橫額廣告外，Contravision廣告也是現時香港流行的巴士車身廣告。Contravision廣告的特點是可以在玻璃窗上貼上廣告，而車上乘客仍可看外面的景物。一部城巴利蘭奧林比安（177／EV4854）在1992年貼上了Contravison廣告，是全港的第一部。可是，由於當時的Contravision設計不佳，在一個月的洗車及雨水沖刷後，它的Contravision廣告會自行剝落。
到了1995年，一部九巴利蘭奧林比安（AL96／FD9560）及一部富豪奧林比安（AV78／GF5012）貼上了Motorola Max It!無線數據機的Contravision廣告。那兩部巴士的所有上層玻璃都貼上了Contravison廣告。可是，這帶來了乘客的投訴，說他們不能舒適地看外面的景物。政府後來與廣告商磋商，最後結果是這兩部巴士的車頭玻璃及上層第二雙玻璃窗都必須通透。可是自此之後，它們的宣傳效果大不如前。
到了1998年，政府更完全禁止在巴士的前面及側面貼上Contravison廣告，只可在後面貼上Contravison廣告。
九巴及中巴也有單層機場巴士，貼上了國泰航空的Contravision廣告。由於是單層巴士，政府規定此車只可有不多於20%的玻璃窗被Contravision廣告覆蓋。這也是2000年起，政府放寬Contravision廣告後的標準，更是新加坡當局的標準。
2000年，政府放寬了Contravision廣告的限制，准許雙層巴士的上層車窗貼上Contravison廣告，惟貼上Contravision廣告的玻璃窗面積不得多於上層玻璃窗面積的20%。新巴18捷徑王是禁令放寬後，首部在側面貼有Contravsion廣告的巴士。2002年12月，政府更進一步放寬限制，容許雙層巴士的整個右邊貼上Contravision廣告，惟貼上Contravision廣告的玻璃窗面積不得多於右邊玻璃窗的總面積的20%。Buspak與通成推廣亦因此推出不同設計的車身廣告應付客戶需求。

### 現時發展
踏入廿一世紀初，九巴將半車身廣告廣泛應用；反之城巴新巴於數年後才採用這種廣告形式。九巴於2008年9月開始在車廂內刊登廣告，首批張貼車廂廣告的巴士為行走九巴1A線的亞歷山大丹尼士Enviro500巴士。與此同時，新巴於2009年2月更首次使用發光車身廣告，在車身廣告上加裝燈箱，是二十一世紀後首次使用燈光的車身廣告。
現時城巴及新巴的車身廣告代理商為德高展域（於2015年7月前為Buspak）；九巴則於2009年尾由Buspak轉為路訊通。

巴士車身廣告的種類
全車廣告：為整個巴士車身連車頂都覆蓋廣告，達到真正360度全面曝光的流動宣傳。
大十字位廣告：為車身最主要位置，其廣告在雙層玻璃之中打橫及巴士中間直線投放廣告，其廣告投放最為常見。
鎚仔位廣告：為雙層玻璃之中打橫及車尾投放大型廣告，十分搶眼。
T字位廣告：廣告位置為雙層玻璃之中打橫及中間些許廣告向下投放，廣告位置非常充足。
橫條位廣告：廣告位置為雙層玻璃中間。
細車尾位廣告：為巴士後面車尾投放的廣告，容易被尾隨車看見亦經濟的位置。

## 廣告形式
巴士廣告有很多種形式，分別為車身廣告、車廂廣告及報站機廣告，新巴更利用無線上網系統（Webus）登廣告。而部份巴士更設有電視，也是一個廣告的平台。

### 車身廣告

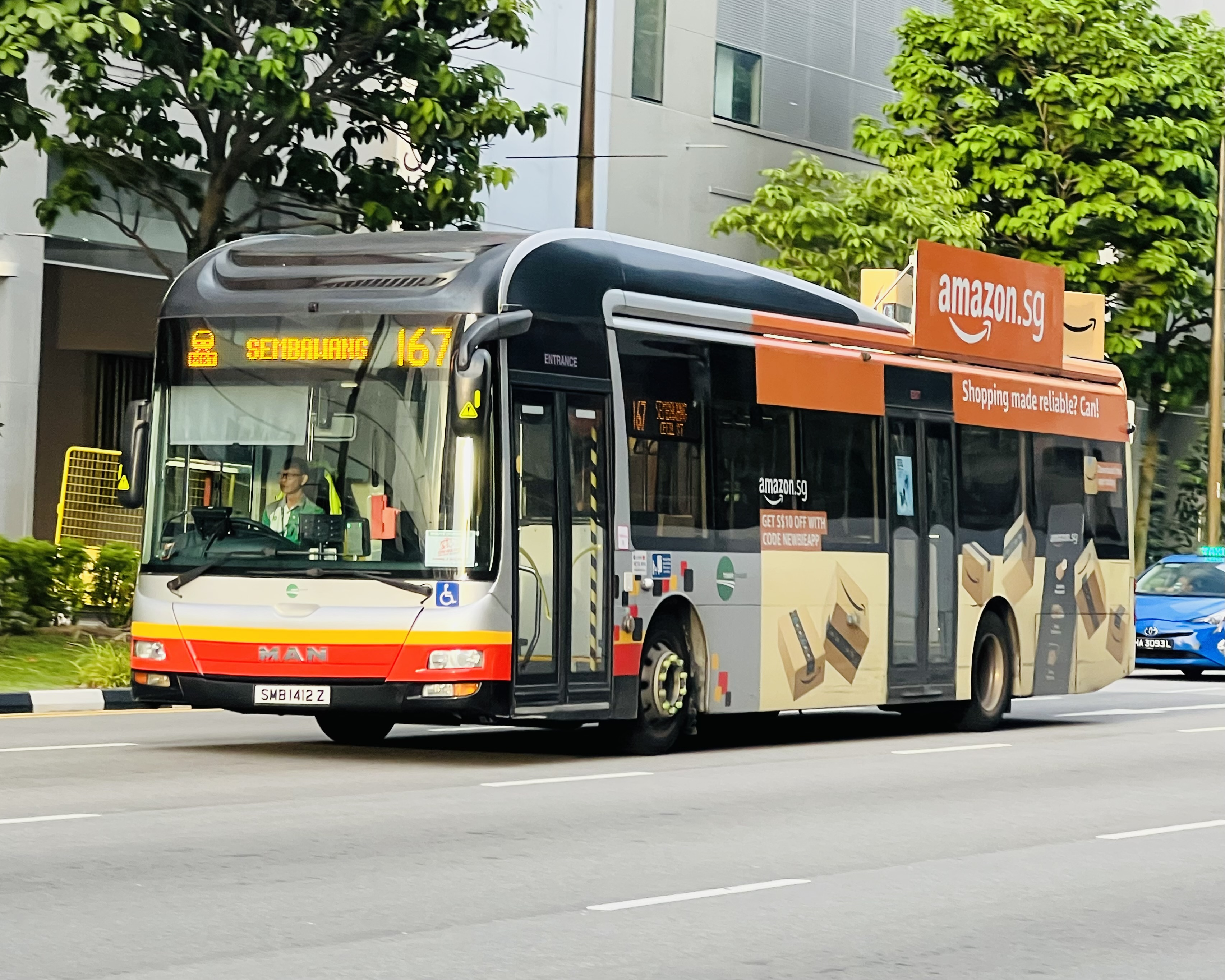
新加坡一辆拥有2D广告栏和3D快递盒广告的巴士

車身廣告同時亦分為多種，分為「門位一字」、「門位7字」、「梯位T字」、「梯位長T」、「梯位大十字」、「門／梯半車身」、「全車尾」、「車尾條幅」、「牌箱兩側」、「全車頭」及「全車身」廣告（別稱「閃卡」）。不同形狀的廣告大小也有不同，視乎客戶需要。有部份廣告更會同時設有「梯位大十字」、「門位一字」及「全車身」版本。
有些城市（比如新加坡）的巴士运营商会提供在车上的2D公告牌以及车顶上的3D广告，提供更多广告方式的选择

### 車廂廣告

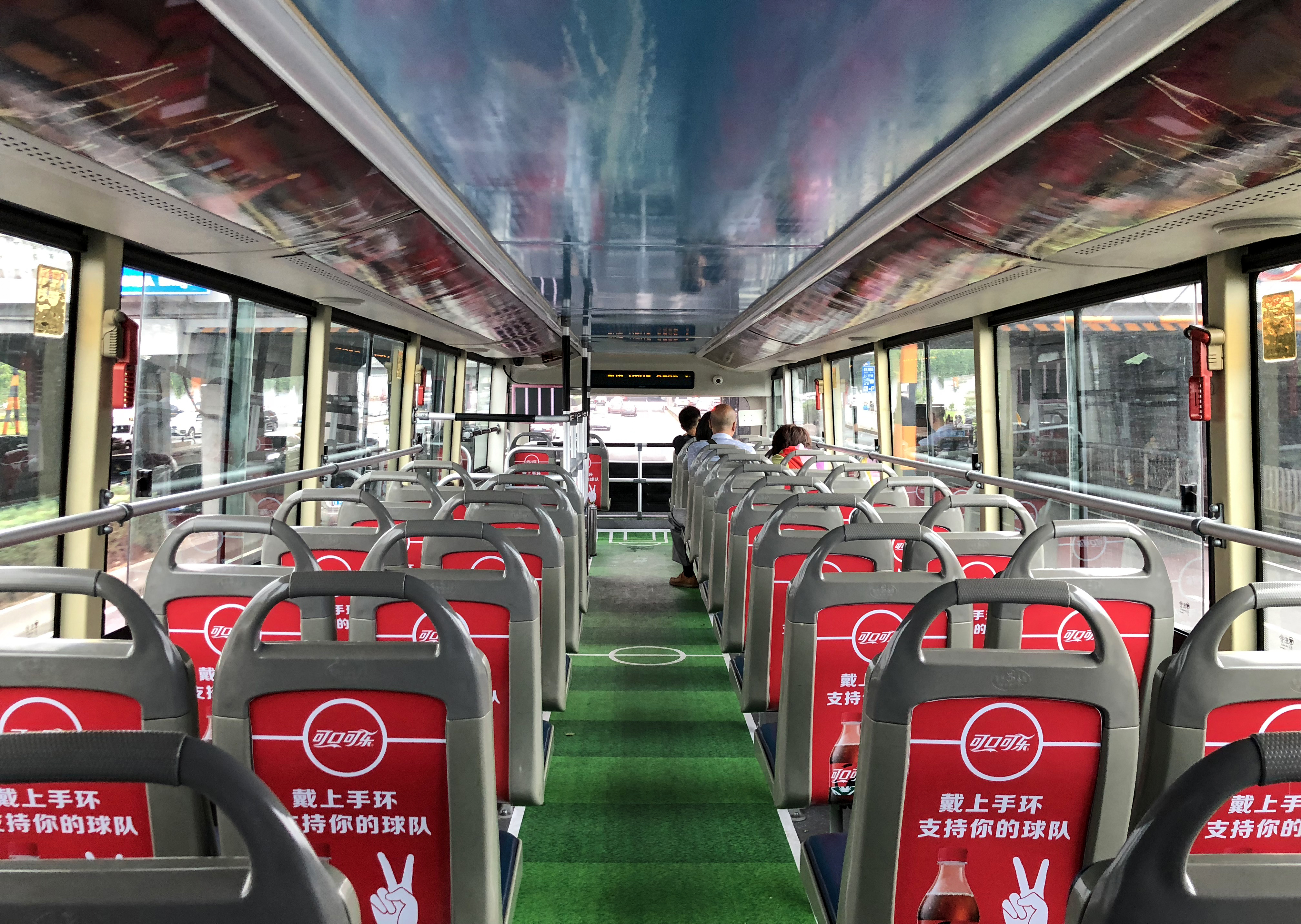
2018年國際足協世界盃期間，可口可樂在北京一輛雙層巴士內部張貼的廣告

車廂廣告是透過張貼廣告的方式，於車廂內宣傳產品。現時車廂廣告可貼於八達通收費器、樓梯旁版、路訊通及M-Channel顯示器、椅背或天花版。

### 報站機廣告
報站機廣告是九巴一個利用報站機去宣傳的方法。廣告商會利用站與站之空間去加插自己的品牌名，唯大多數巴士迷及市民只覺得品牌只達到洗腦效果。
城巴及新巴自Telargo市區版報站系統安裝後也利用報站機作宣傳途徑，但宣傳內容只限於新創建交通服務的服務。
中国大陆不少城市的公交报站也带有广告内容。

## 特色廣告

### 生肖廣告

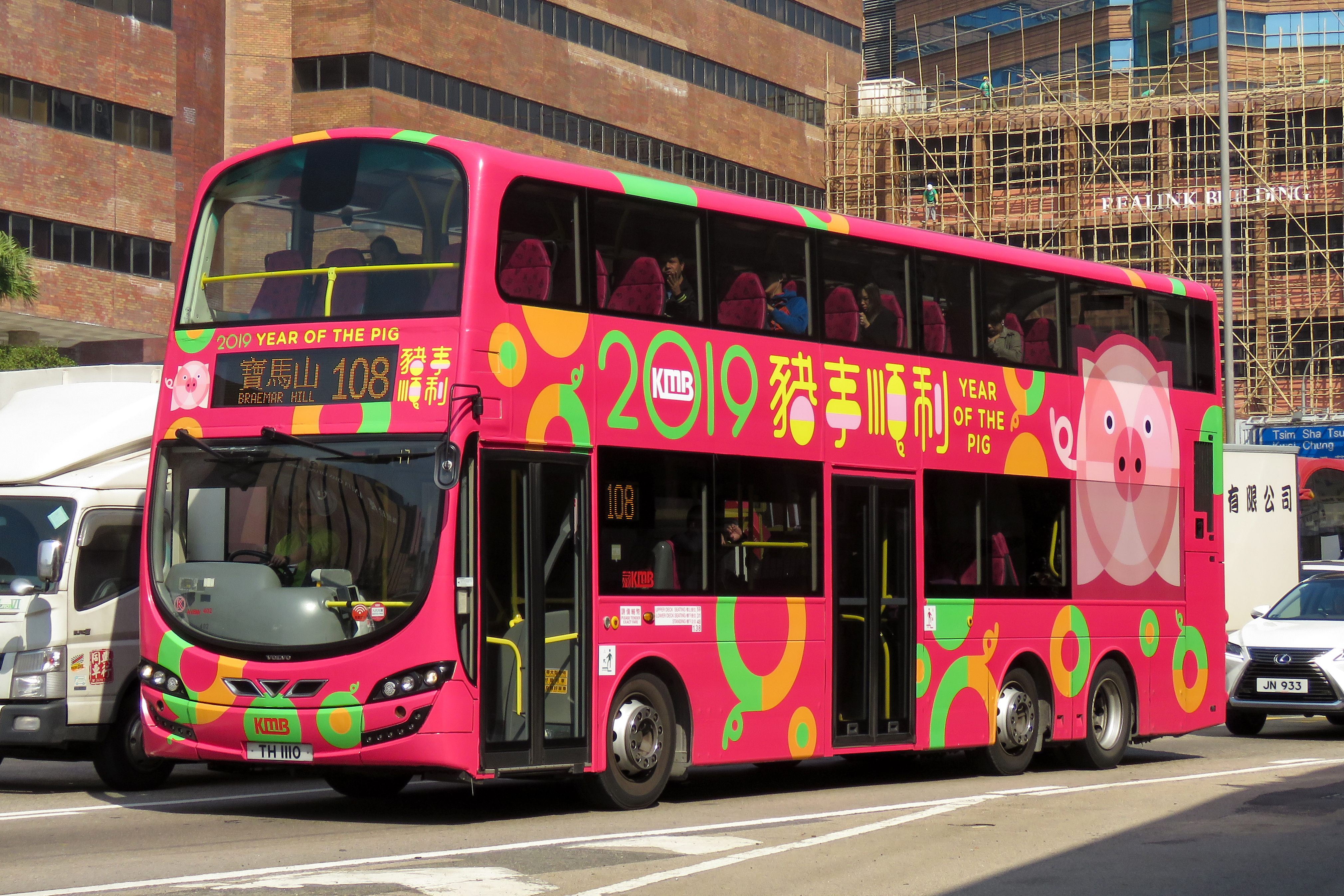
九巴2019年豬年生肖巴士

1998年開始，九巴便開始推出生肖巴士，為指定型號的巴士貼上自家的生肖全車身廣告。及後新巴及城巴亦相繼跟隨，作為巴士公司對外拜年的公關工作。

### 廣告商利用巴士廣告作抽獎
2009年6月中旬，膠紙製造商「思高」在數部九巴登上了一個膠紙廣告，並指如果能夠拍攝該數輛「思高隱形巴士」巴士並上載至指定網站，便能參加抽獎，有機會獲取豐富獎品。起初各巴士迷都踴躍貼圖至各大討論區，但後來有人發現有不良人士於討論區偷圖並上載至該網站以獲得抽獎資格。此事被其他網民熱烈討論，在討論區貼出該廣告巴士相片的帖子亦同時減少。
關於網絡上的事件經過，請見香港網絡大典之。

## 巴士迷文化
部份巴士迷通常得知有新的全身廣告上畫後，都會瘋狂追捕。有全車身廣告巴士行走特見時，更會吸引多名巴士迷沿路拍攝。但一些追捕全車身廣告巴士特見的巴士迷，可能因瘋狂追捕違反交通規則而被其他巴士迷批評。例如近年AIA的「The Power of We」、香港政府的「香港亞洲國際都會」（巴士迷稱「飛龍」）及宣傳台灣旅遊的「大玩。台灣」全車身廣告均因為其造型突出而吸引不少巴士迷追捕，其後更在討論區為此事而進行熱烈討論。

## 爭議

### 政黨宣傳
於2012年4月，工聯會立法會議員葉偉明於大部份行走九巴沙田區及西貢區路線的巴士刊登「門位一字」型橫額廣告。而於2012年4月30日播出的商業電台節目「左右大局」亦提及此事，主持人曾經向九巴查詢，但九巴回覆指廣告適宜應向路訊通查詢，及後主持向路訊通查詢但並沒有得到任何回覆。節目中指泛民甚至建制派政黨（如：民主黨及自由黨）曾有意於九巴旗下的巴士刊登車身廣告，唯遭九巴以不接受政黨及政治宣傳的理由而拒絕，而負責代理九巴車身廣告的路訊通因此被指偏袒個別政黨，引起爭議。